# روناخن
روناخُن (انگلیسی: Eponychium) که معمولاً به عنوان پوستک (کوتیکول) شناخته می‌شود بین پوست انگشت و ورقه ناخن واقع شده‌است. ساختار آن باعث می‌شود که یک مانع ضدآب برای ناخن ایجاد شود.